# New York Americans
Die New York Americans waren eine professionelle Eishockeymannschaft in der National Hockey League (NHL).

## Geschichte
Ursprünglich spielte das Team in Québec, Kanada unter dem Namen Quebec Bulldogs, danach zog es nach Hamilton, Kanada um und spielte dort als Hamilton Tigers. 1925 erfolgte der Umzug nach New York City, wo das Team bis 1941 als New York Americans beheimat war.

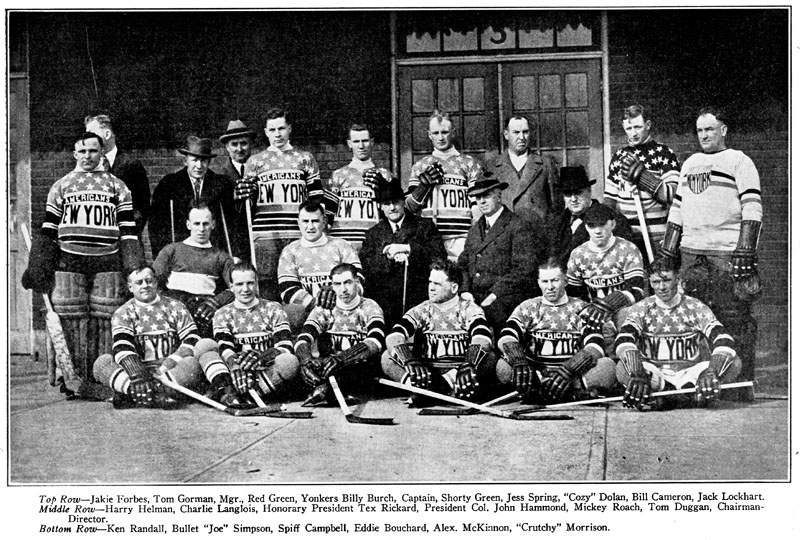
New York Americans 1925/26

In der Saison 1941/42 nahm man den Namen Brooklyn Americans an, obwohl das Team nie in Brooklyn spielte. Man hoffte, sich so von den New York Rangers abgrenzen zu können und Anhänger unter den Bewohnern Brooklyns zu finden. Der Plan scheiterte und das Team wurde 1942 aufgelöst.

## Erfolge und Ehrungen

### NHL Awards und All-Star Team-Nominierungen
| Auszeichnung              | Name                                                                                  | Saison                                  |
| NHL Top Scorer            | Sweeney Schriner                                                                      | 1935/36 1936/37                         |
| Calder Memorial Trophy    | Sweeney Schriner                                                                      | 1934/35                                 |
| Hart Memorial Trophy      | Roy Worters Tommy Anderson                                                            | 1928/29 1941/42                         |
| Lady Byng Memorial Trophy | Billy Burch                                                                           | 1926/27                                 |
| Vezina Trophy             | Roy Worters                                                                           | 1930/31                                 |
| First All-Star Team       | Sweeney Schriner Tommy Anderson                                                       | 1935/36 1941/42                         |
| Second All-Star Team      | Roy Worters Art Chapman Sweeney Schriner Earl Robertson Red Dutton (Trainer) Pat Egan | 1931/32 1933/34 1936/37 1938/39 1941/42 |

Billy Burch war mit von den Hamilton Tigers gekommen, bei denen er der einzige Award Gewinner war. Auch bei den Americans war er der erste der eine persönliche Auszeichnung erhielt. Ein Jahr später gewann Roy Worters die Hart Memorial Trophy, 1931 gewann er auch die Vezina Trophy. Sweeney Schriner war bester Rookie 1935, eine weitere Trophäe blieb ihm verwehrt, da der beste Scorer damals noch nicht mit der Art Ross Trophy ausgezeichnet wurde. Zweimal führte er bei den Scorerpunkten die Liga an. 1937 war er gleich einer von drei Spielern, die in das Second All-Star Team gewählt wurden.

## Mitglieder der Hockey Hall of Fame
- Punch Broadbent
- Billy Burch
- Charlie Conacher
- Lionel Conacher
- Red Dutton
- Eddie Gerard (Trainer)
- Busher Jackson
- Chuck Rayner
- Sweeney Schriner
- Joe Simpson
- Hooley Smith
- Nels Stewart
- Roy Worters